# Keski-Ukko
Keski-Ukko är en ö i Finland. Den ligger i sjön Pielavesi och i kommunen Pielavesi i den ekonomiska regionen  Övre Savolax ekonomiska region  och landskapet Norra Savolax, i den centrala delen av landet, 400 km norr om huvudstaden Helsingfors. Öns area är 7,8 hektar och dess största längd är 490 meter i sydväst-nordöstlig riktning.